# Haartong
Haartong of hairy tongue of lingua villosa is een verandering van de kleur en het oppervlak van de tongrug.
Vooral bij oudere mensen, maar ook op jongere leeftijd, kan de tongrug van kleur veranderen. Waarschijnlijk wordt dit veroorzaakt door het verminderd afslijten van de tongpapillen. Dit ontstaat door een verstoring van het evenwicht tussen afslijten en aanmaken van nieuwe cellen van de tong. De papillen kunnen draadvormig worden, zodat de tong behaard kan lijken. De aandoening is onschuldig en geeft geen pijnklachten.
De oorzaak is niet geheel bekend. Bij sommigen is er een relatie met roken en het gebruik van koffie. Er groeien meer en ook andere bacteriën en gisten op de tong dan normaal, maar dit is waarschijnlijk het gevolg van de aandoening. Het helpt niet om de bacteriën te bestrijden. De aandoening kan behandeld worden door enkele keren per dag de tong te schrapen of te poetsen.
De aandoening moet niet verward worden met witte harige leukoplakie, een aandoening die gerelateerd is aan een plaatselijke Epstein-Barrvirus-infectie bij hiv. Hierbij zijn er witte, ruwe plekjes aan de tongranden beiderzijds.